# 高射部隊 (航空自衛隊)
高射部隊（こうしゃぶたい）とは地対空ミサイルにより敵航空機・ミサイルを迎撃する航空自衛隊の部隊である。

## 概要
航空総隊航空戦術教導団隷下の高射教導群および、航空総隊隷下の航空方面隊に属する4個高射群（北部・中部・西部・南西）に各8個高射隊（北部・中部）もしくは4個高射隊（西部・南西）の計24高射隊で構成されている。
かつては6個高射群（第1・第2・第3・第4・第5・第6、1個高射群につき各4個高射隊）計24高射隊体制によって構成されていた。その後、指揮系統の効率化のため、2018年12月に閣議決定された31中期防において24個高射隊体制を維持したまま6個高射群から4個高射群に改編することが定められ、2023年3月16日に各高射群の統廃合及び名称変更を実施した。

## 沿革
- 1964年（昭和39年）
  - 1月：広域防空は航空自衛隊の担当となったために陸上自衛隊の第101高射大隊が移管される。
  - 4月：第101高射大隊を母体に第1高射群が新編される。
- 1966年（昭和41年）：第2高射群が新編される。
- 1969年（昭和44年）：教導高射隊が新編される。
- 1970年（昭和45年）
  - ナイキ-Jミサイル配備を開始する。
  - 第3高射群が新編される。
- 1973年（昭和48年）：第4高射群･第5高射群が新編される。
- 1979年（昭和54年）：第6高射群が新編される。
- 1989年（平成元年）：ペトリオットの配備を開始する。
- 1996年（平成8年）：ペトリオットの配備を完了する。
- 1998年（平成10年）：教導高射隊を廃止し、高射教導隊に改編される。
- 2007年（平成19年）： 弾道ミサイルに対応するためペトリオットPAC-3の配備を開始する。
- 2009年（平成21年）4月：北朝鮮によるミサイル発射実験においてBMD統合任務部隊として対応する。
- 2012年（平成24年）
  - 4月：北朝鮮によるミサイル発射実験においてBMD統合任務部隊として対応する。
  - 12月：北朝鮮によるミサイル発射実験においてBMD統合任務部隊として対応する。
- 2014年（平成26年）8月1日：航空総隊直轄の高射教導隊から航空戦術教導団隷下の高射教導群に改編される[1]。
- 2015年（平成27年）10月28日：第3高射群第9高射隊へPAC-3を配備。全国6個高射群への配備完了。
  - 第1高射隊の一部を防衛省市ヶ谷地区に分派。
- 2017年（平成29年）3月27日：第1高射隊「市ヶ谷派遣班（仮）」が正式に「市ヶ谷分遣班」となる。
- 2023年（令和5年）3月16日 - 6個高射群から4個高射群へ改編[2]。
  - 第1高射群と第4高射群が統合し中部高射群へ改編。
  - 第3高射群と第6高射群が統合し北部高射群へ改編。
  - 第2高射群を西部高射群へ、第5高射群を南西高射群へ改称。

## 編成
高射群
群本部、指揮所運用隊、整備補給隊と4個もしくは8個高射隊で編成されている。

高射隊
総括班（基地業務担当部隊の場合は、総務班及び運用班）、射撃小隊、整備小隊、管理小隊（基地業務担当部隊の場合は、基地業務小隊）で編成されている。
運用についてはパトリオットミサイル#日本での運用およびミサイル防衛#パトリオットPAC-3システム、特科#高射特科、を参照

従来、ペトリオットを運用する高射隊は1ファイヤユニット（FU）が配備され、射撃管制装置・レーダー装置・アンテナマスト・電源車・無線中継装置・発射機5機で構成（MD対応部隊では3機にPAC-2・2機にPAC-3を搭載）されていた。

しかし、北朝鮮のミサイル開発が進展していることから、全高射群にPAC-3を配備する為に既存のPAC-3を再配置する計画に変更、1FUの発射機をPAC-2用に3機・PAC-3用に1機とする改編を行い、各高射隊にPAC-3を配備しようとしている。

## 地対空誘導弾
- ナイキ・エイジャックス ：1964年（昭和39年）～1972年（昭和47年）頃まで運用
- ナイキ-Jミサイル：1970年（昭和45年）～1994年（平成6年）まで運用
- ペトリオットPAC-2：1989年（平成元年）から運用開始
- ペトリオットPAC-3：2007年（平成19年）から運用開始

## 現在の部隊
北部高射群 (三沢基地)
- 第9高射隊 (千歳基地)
- 第10高射隊 (千歳基地)
- 第11高射隊 (長沼分屯基地)
- 第20高射隊 (八雲分屯基地)
- 第21高射隊 (車力分屯基地)
- 第22高射隊 (車力分屯基地)
- 第23高射隊 (八雲分屯基地)
- 第24高射隊 (長沼分屯基地)

中部高射群 (入間基地)
- 指揮所運用隊
  - 峯岡山派遣班 (峯岡山分屯基地)
- 第1高射隊 (習志野分屯基地)
  - 市ヶ谷派遣班 (防衛省市ヶ谷地区)
- 第2高射隊 (武山分屯基地)
- 第3高射隊 (霞ヶ浦分屯基地)
- 第4高射隊 (入間基地)
- 第12高射隊 (饗庭野分屯基地)
- 第13高射隊 (岐阜基地)
- 第14高射隊 (白山分屯基地)
- 第15高射隊 (岐阜基地)

西部高射群 (春日基地)
- 指揮所運用隊
  - 背振山中継班 (背振山分屯基地)
- 第5高射隊 (芦屋基地)
- 第6高射隊 (芦屋基地)
- 第7高射隊 (築城基地)
- 第8高射隊 (高良台分屯基地)

南西高射群 (那覇基地)
- 第16高射隊 (知念分屯基地)
- 第17高射隊 (那覇基地)
- 第18高射隊 (知念分屯基地)
- 第19高射隊 (恩納分屯基地)

高射教導群 (浜松基地)

## 6個高射群時代の編成
第1高射群 - 中部航空方面隊
- 第1高射隊（習志野分屯基地）
  - 市ヶ谷派遣班（防衛省市ヶ谷地区）
- 第2高射隊（武山分屯基地）
- 第3高射隊（霞ヶ浦分屯基地）
- 第4高射隊（入間基地）

第2高射群  - 西部航空方面隊
- 第5高射隊（芦屋基地）
- 第6高射隊（芦屋基地）
- 第7高射隊（築城基地）
- 第8高射隊（高良台分屯基地）

第3高射群  - 北部航空方面隊
- 第9高射隊（千歳基地）
- 第10高射隊（千歳基地）
- 第11高射隊（長沼分屯基地）
- 第24高射隊（長沼分屯基地）

第4高射群  - 中部航空方面隊
- 第12高射隊（饗庭野分屯基地）
- 第13高射隊（岐阜基地）
- 第14高射隊（白山分屯基地）
- 第15高射隊（岐阜基地）

第5高射群  - 南西航空方面隊
- 第16高射隊（知念分屯基地）
- 第17高射隊（那覇基地）
- 第18高射隊（知念分屯基地）
- 第19高射隊（恩納分屯基地）

第6高射群  - 北部航空方面隊
- 第20高射隊（八雲分屯基地）
- 第21高射隊（車力分屯基地）
- 第22高射隊（車力分屯基地）
- 第23高射隊（八雲分屯基地）